# Глазунов, Иван Петрович
Иван Петрович Глазунов (20 июня (1 июля) 1762, Серпухов — 4 (16) июля 1831, Санкт-Петербург) — русский издатель и книготорговец, брат основателя книжного дома Глазуновых, Матвея Петровича, и продолжатель его дела.

## Биография
Иван Глазунов родился 20 июня (1 июля) 1762 года в городе Серпухове.

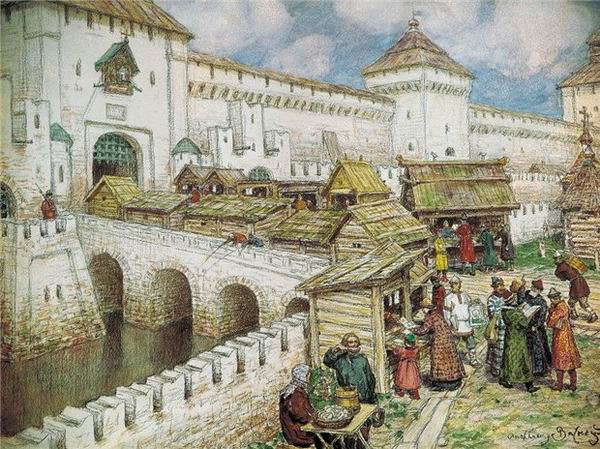
Книжные лавки на Спасском мосту в XVII веке.
Художник А. М. Васнецов

Первоначально помогал брату Матвею в его московской лавке на Спасском мосту, основанной около 1782 года, а в 1783 или 1784 году стал заведовать его лавкой в Санкт-Петербурге.
В 1785 году он записался в петербургские купцы и начал самостоятельно торговать в той же лавке, а с 1788 году в открытой им самим лавке в Аничковом доме князя Г. А. Потемкина, где позднее разместилась публичная библиотека, не порывая при этом прежних торговых связей с Москвой. Первое время торговля у него была мелочного характера и состояла в покупке частных библиотек и распродаже их в розницу.
С 1790 года Иван Петрович Глазунов начал заниматься издательством (одними из первых его изданий были «Театр чрезвычайных происшествий», «Путь ко спасению» Эмина и «Письмовник» Курганова) и в скором времени открыл ещё две торговые точки, а в 1803 году и свою типографию с новейшим оборудованием, благодаря чему она с первых своих работ стала наравне с типографиями иностранцев, существовавшими уже много лет.
И. П. Глазунов был любимым комиссионером княгини Дашковой и по её поручению занялся печатанием последней трагедии Княжнина «Вадим», что доставило ему много неприятностей, так как книга по выходе в свет была по приказанию Екатерины II конфискована.

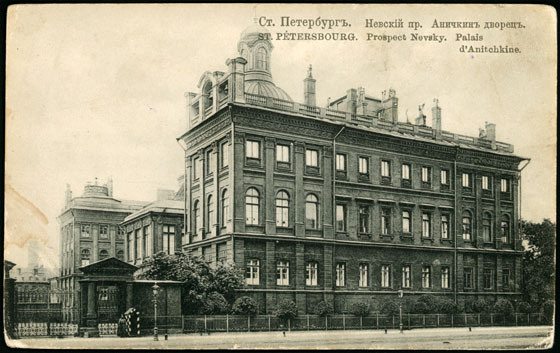
Аничков дворец

Обороты книжной торговли Глазунова постепенно увеличивались и в 1804 году в одной только лавке в доме Публичной библиотеки годовой оборот доходил до 70000 рублей асс.
В 1808 году он открыл в купленном им у графа Шереметева доме на Никольской улице Москвы книжную лавку, которой потом стал заведовать старший сын его Пётр.
В 1806 году Глазунов стал комиссионером Московского университета.
Отечественная война 1812 года нанесла огромный урон торговле Глазунова, но с 1815 года дело вновь оживилось.
С 1827 года Иван Петрович Глазунов — комиссионер Петербургской академии наук.
За 40 лет своей издательской деятельности он выпустил в свет 178 изданий, в том числе 41 по изящной словесности (в частности, в 1816—1819 гг. издание сочинений В. А. Озерова), 37 по истории, 17 по богословию, 16 по педагогике, 15 по географии, 8 по правоведению, среди последних — монументальнее многотомное издание «Памятника законов», печатавшееся под наблюдением Глазунова в сенатской типографии; 31 августа 1825 года, после поднесения Государю одного из томов «Памятника», Глазунова была Высочайше пожалована «для поощрения к продолжению сего издания» золотая медаль на Владимирской ленте с надписью «За полезное».
Иван Петрович Глазунов умер 4 (16) июля 1831 года в городе Санкт-Петербурге от холеры и был погребён на Волковом кладбище. Могила утрачена.
Помимо Петра, его дело продолжил и сын Илья со своими сыновьями Александром, Иваном и Константином.